# オリンピック・ヴァランス
オランピック・ド・ヴァランス（Olympique de Valence）はフランス・ヴァランスを本拠地とするサッカークラブ。

## 歴史
1915年のオスマン帝国によるアルメニア人虐殺からフランスに逃れたアルメニア難民のコミュニティによって1920年代に立ち上げられたUSJOAヴァランス（Union sportive de la jeunesse d'origine arménienne de Valence）を源流とする。
1992年にディヴィジョン2に昇格した際同じヴァランス市内のクラブでありライバルでもあった FCヴァランス（Football Club de Valence）と合併し、ASOAヴァランス（Association Sportive d'Origine Arménienne de Valence）として創設。この時にクラブカラーも青と白からFCヴァランスのクラブカラーであった赤と白に変更され、ホームスタジアムも1万4千人収容のスタッド・ジョルジュ＝ポンピドゥーへと移転した。
1996–97シーズンのクープ・ドゥ・フランスではベスト8進出、1997–98シーズンはリーグ戦で7位に入るなどそこそこの強さを見せていたものの監督のレオンス・ラバーニュが退任し新たにブルーノ・メツが指揮官となった1998–99シーズンはベテランが去り経験の浅い若手主体になったのが仇となって成績は低迷。降格圏の18位で終えるもののフランス全国選手権3位のガゼレク・アジャクシオがリーグ・ドゥ昇格を認められなかったために辛うじて残留した。しかし次の1999–00シーズンはオリヴィエ・ソルランがモンペリエHSCへと去り、守備の崩壊も加わり9月から1月まで未勝利。ブルーノ・メツも11月に辞任しコーチのドゥニ・ザンコが監督代行を務めるなど負の連鎖から抜け出せず終わってみればアウェーで1勝もできないままフランス全国選手権へ降格となった。
2004–05シーズン、フランス全国選手権でリーグ・ドゥへの昇格圏の2位に入ったにも関わらず同年6月17日にはDNCGより財政的な理由で昇格を拒否される。これを受けてクラブ側はフランス国立オリンピック・スポーツ委員会(CNOSF)に直ちに提訴し、CNOSF側もASOAヴァランスに好意的な見解を示した。（この時同じく制裁による強制降格を受けたASカンヌとCSルアン＝キュイゾーに関してもCNOSFはDNCGの裁定に対して疑問視していた。）
だが控訴委員会に出廷後は新たに追加証明を出す事ができないという規則第5条を盾に7月8日にFFFの評議会はASOAヴァランスの昇格を再度拒否。しかしこれは前述のASカンヌとCSルアン＝キュイゾーの強制降格から一転してフランス全国選手権への残留を承認したのとは全く逆の矛盾を含む裁定であった。
この裁定に対してクラブ関係者及びサポーターは怒りクラブは行政裁判所へと提訴するものの7月29日に行政裁判所は訴えを棄却。これにより首脳陣はユースを含む全ての競技会からの撤退とクラブ解散・破産申請を決意した。
ASOAヴァランスの破産後即座にASヴァランス（Association sportive de Valence）がクラブを継承し一時はフランスアマチュア選手権（4部）まで戻ってきたものの2013–14シーズンは開幕から財政的な危機に陥り1月以降は選手に払う給金が未払になったことで多くの選手が退団を余儀なくされる。この結果順位はあっという間に下降していき、最終戦アウェーのタルブ・ピレネー戦を0–1で落として最後の最後で降格圏に転落してしまいフランスアマチュア選手権2への降格が決定。元から杜撰な経営体制だった事もあり45万ユーロの負債を抱えて再びクラブは破産した。

## 歴代所属選手

### トップ所属選手
- セドリック・カンテ 2002–03
- メディ・ラセン 2004–05